# Arrhoges occidentalis
Arrhoges occidentalis (nomeada, em inglês, American pelican's-foot ou American pelicanfoot; na tradução para o português, "pé-de-pelicano-americano"; no século XX denominada Aporrhais occidentalis) é uma espécie de molusco gastrópode marinho do noroeste do Atlântico, pertencente à família Aporrhaidae, na ordem Littorinimorpha. Foi classificada por Henrik Henriksen Beck, em 1836, e seu gênero, Arrhoges (outrora um subgênero), foi proposto em 1868 e contém apenas a sua espécie (táxon monotípico). É nativa de profundidades que vão da zona nerítica aos quase 2.000 metros, entre as costas do oceano Ártico canadense (no Labrador e golfo de São Lourenço) até a Carolina do Norte, nos Estados Unidos.

## Descrição da concha e animal
Concha dotada de constituição bastante espessada e sólida, chegando entre 7 a 7.5 centímetros de comprimento; de espiral alta, turricular e cônica, com voltas arredondadas e suturas (junção entre as voltas) muito impressas. O seu lábio externo é espessado, formando uma grande expansão alar, mais ou menos desenvolvida e característica, com sua projeção direcionada à espiral. Sua escultura consiste de um conjunto de costelas axiais fortes, bem espaçadas e geralmente curvas; também com um ornamento em espiral de sulcos finos e profundamente incisos, especialmente marcados na volta corporal. A coloração é amarelo-esbranquiçada, marrom-sujo ou acinzentada; interior e columela brancos e brilhosos. Opérculo muito pequeno, córneo e elipsoidal, com bordas lisas. Corpo do animal muito semelhante aos Strombidae, incluindo um pé longo e estreito, com um lobo anterior menor e um grande lobo posterior, que carrega seu opérculo e lhe permite se deslocar aos saltos. Os olhos não são encontrados na ponta de pedúnculos (como em Strombidae), mas estão na base de seus tentáculos. A cavidade do manto contém apenas uma brânquia, o osfrádio (órgão olfativo) e, nos machos, o órgão copulatório. A rádula é taeniglossa.

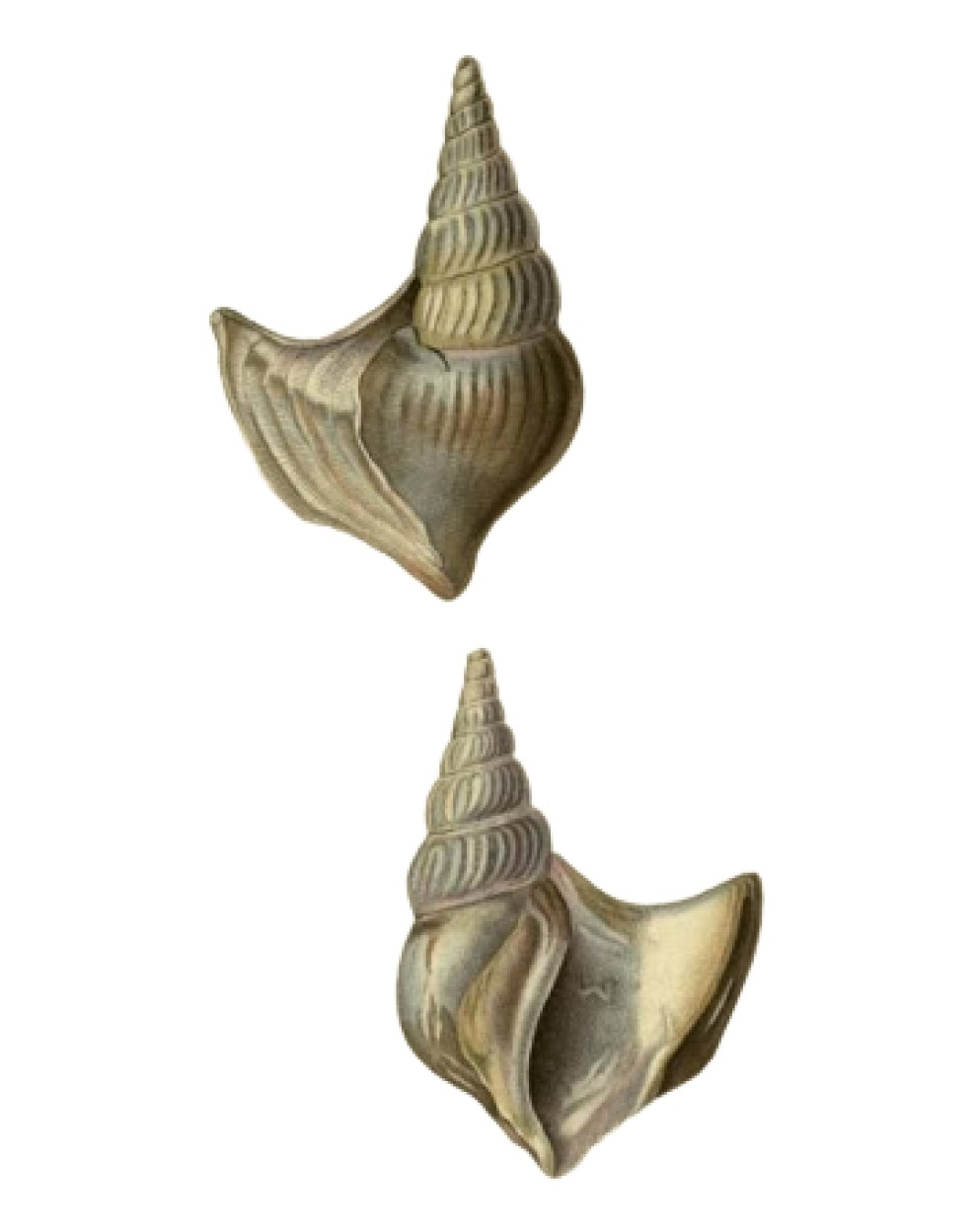
Ilustração original de Arrhoges occidentalis (Beck, 1836) proveniente da descrição feita por Henrik Henriksen Beck, em 1836.

## Habitat e hábitos
Arrhoges occidentalis tem como habitat os bentos de areia e lama, até os quase 2.000 metros; porém suas conchas podem ser levadas à zona entremarés após uma tempestade. Pesquisas em Nova Hampshire constataram tratar-se de uma espécie fossorial, que se enterra no substrato em meses de Inverno, sem se alimentar, retornando para comer algas e diatomáceas no mês de Fevereiro.